# Soldat au jeu d'échec
Soldat au jeu d'échec est un tableau peint par Jean Metzinger vers 1915-1916. Cette huile sur toile cubiste représente un soldat et un échiquier. Elle est conservée au Smart Museum of Art, à Chicago.

## Expositions
- Le Cubisme, Centre national d'art et de culture Georges-Pompidou, Paris, 2018-2019.